# Diogo Campos Gomes
Diogo Campos (sinh 31 tháng 12 năm 1990) là một cầu thủ bóng đá Brazil thi đấu ở vị trí tiền đạo cho câu lạc bộ Bulgarian First League Botev Plovdiv.

## Sự nghiệp
Diogo Campos, tiết lộ bởi Atletico năm 2010, vẫn thi đấu cho câu lạc bộ.
Ngày 31 tháng 1 năm 2013, anh ký hợp đồng với Evian Thonon Gaillard theo dạng cho mượn. Anh mặc áo với "Diogo Gomes" sau lưng, mặc dù biệt danh của anh là "Diogo Campos".

### Botev Plovdiv
Ngày 8 tháng 1 năm 2018 Diogo Campos ký hợp đồng với Botev Plovdiv. Anh ra mắt không chính thức ngày 19 tháng 1 và ghi 2 bàn trong trận giao hữu trước Maritsa Plovdiv.

## Danh hiệu
Cầu thủ xuất sắc nhất của FC Botev Plovdiv 1912

## Hợp đồng
- Atlético Goianiense.[3]